# Christian Gottlob Meinel
Christian Gottlob Meinel (* 26. April 1812 in Klingenthal; † Ende März 1891 in Schönheide) war ein sächsischer Volksschullehrer, Politiker und Mitglied des Sächsischen Landtags.

## Leben
Meinel war seit 1835 an der Schule von Schönheiderhammer und von 1837 an der oberen der vier Schönheider Schulen als Volksschullehrer tätig.
Als Vertreter des 48. Wahlkreises (Eibenstock und Umgebung) war er Abgeordneter der II. Kammer des ordentlichen Sächsischen Landtags des Jahres 1849, wo er der demokratischen Partei zugezählt wurde. Von Gegnern wurde er im Parlament als „Volkstribun von Schönheida“ verspottet. Die Neue Münchener Zeitung vom 12. Oktober 1849 schmäht ihn in einem Artikel mit „der erbliche Schulmeister von Schönhaide“. Wegen seiner Sympathie mit den Revolutionären des Dresdner Maiaufstands und seiner Beteiligung an den Unruhen sowie „wegen seines ultra-radicalen Treibens als Obmann des Vaterlandsvereins zur Untersuchung gezogen und in Haft genommen“, wurde er im Herbst 1849 zunächst vom Dienst suspendiert. Die Zeitung Die Fackel berichtet, sein Gehalt sei nach der Suspendierung auf jährlich 70 Taler festgesetzt worden und bezeichnet ihn nach seiner Suspendierung als „Der Leibnitz [sic!] Schönheida’s, Meinel der Große“ sowie „der große Reformator Sachsens“. Noch 1849 wurde er aus dem Schuldienst entlassen sowie anschließend wegen „Vorbereitung des Verbrechens Hochverrat“ zu einer Gefängnisstrafe von einem Jahr verurteilt. Er wurde letztendlich zu sechs Monaten Haft begnadigt. In einem Nekrolog auf Meinel in dem Pädagogischen Jahresbericht von 1891 heißt es über ihn, er sei ein außerordentlich volkstümlicher Mann gewesen: 
„Er schloß sich jedoch den Freiheitsbestrebungen an, ward als Volksredner hoch gefeiert und als Abgeordneter nach Dresden gesandt, wo er sich der gemäßigten Linken anschloß.“
In Schönheide unterrichtete er nach seiner Haftentlassung an einer von ihm selbst gegründeten und erfolgreichen Privatschule. Schülerinnen und Schüler Meinels werden als Wohltäter in der Zeitschrift Die Gartenlaube des Jahres 1873 erwähnt. Er wurde im Jahr 1882 – nach 33 Jahren – auf sein Betreiben wieder als Volksschullehrer eingestellt und 1888 pensioniert. In einem Artikel im Schönheider Wochenblatt aus Anlass der Feiern des Siedlungsbeginns vor 400 Jahren berichtet ein Schönheider, er sei in Schönheide in die Schule gegangen und auch bei Meinel „in die Privatschule“.